# Paoli (Kolorado)
Paoli – miasto w Stanach Zjednoczonych, w stanie Kolorado, w hrabstwie Phillips.

## Demografia
W roku 2000 miasto zamieszkiwało zaledwie 17 osób, a gęstość zaludnienia nieznacznie przekraczała 21 osób/km². W roku 2023 liczba mieszkańców wzrosła do 48 osób, a gęstość zaludnienia do 60 osób/km². W ciągu niespełna ćwierćwiecza zaludnienie miasta Paoli zwiększyła się ponad 2,8-krotnie.